# 李銘
李 銘（り めい）は、中華民国の銀行家・実業家。浙江財閥における有力な銀行家の1人である。字は馥蓀。

## 事跡

### 上海金融界での台頭
初めは旧学を学んだが、1902年（光緒28年）に杭州の教会学校へ入学する。卒業後の1905年（光緒31年）に日本へ留学し、山口高等商業学校で銀行学を学んだ。1910年に卒業、帰国している。
中華民国成立後に、李銘は浙江銀行稽核（検査員）として銀行界入りする。1915年（民国4年）7月に浙江銀行が浙江地方実業銀行に改組されると、李は同行上海分行副経理に任ぜられ、まもなく経理に昇進した。1916年（民国5年）5月、袁世凱が皇帝即位を取り消した後、上海中国銀行と交通銀行で取り付け騒ぎが起き、袁は兌換禁止令を発する。これに対して上海金融界は反発し、禁止令撤回を求める運動を起こし、李もこれに参加した。
1923年（民国12年）3月、浙江地方実業銀行は、官営の浙江地方銀行と民営の浙江実業銀行に分割されることになる。李銘は後者の総経理に任ぜられ、上海に総行（本店）を設置した。李は浙江実業銀行の経営方針として、外為業務と実業投資を二本柱とし、順調にな経営を展開している。上海金融界で名声が高まった李は、1926年（民国15年）より上海銀行業同業公会委員に選出され、後に主席を務めることになった。

### 蔣介石への接近
1927年（民国16年）4月、蔣介石が上海クーデター（四・一二政変）を起こすと、李銘はこれを支持し、財政支援を展開した。同年、国民政府の公債基金保管委員会で李が主任委員に任命され、公債を発行して国民革命軍の北伐を支援している。また、浙江実業銀行董事長胡済生が病没したため、李が後任となった。翌1928年（民国17年）7月、華俄道勝銀行総清理処総清理員となり、10月には、中央銀行監事会主席に任ぜられた。11月、中国銀行董事長兼交通銀行董事となっている。1929年（民国18年）、中米合弁の上海電力公司と上海電話公司でアメリカ側顧問を務めた。
1932年（民国21年）、第1次上海事変勃発に際して、李銘は張公権（張嘉璈）らと上海金融界の強化のため、上海銀行業聯合準備委員会を結成し、李が主席となった。同年には杭州電力公司董事長に就任している。しかし1935年（民国24年）、中国銀行が改組され、宋子文が董事長になると、李銘や張公権は中国銀行の経営から駆逐されてしまった。日中戦争（抗日戦争）が勃発すると、李は上海銀行公会理事長に任ぜられる。まもなく国民政府は上海を陥落させられるが、李は財政部長孔祥熙の許可を得て上海に留まり、銀行業の経営を継続した。
1940年（民国29年）3月、汪兆銘政権（南京国民政府）成立と共に、李銘は汪兆銘政権から指名手配されてしまう。李は上海アメリカ領事館の庇護を受け、翌年3月、渡米した。アメリカでも引き続き浙江実業銀行と上海電力公司の業務を担当し、さらに1944年にブレトン・ウッズで開かれた連合国通貨金融会議では中国代表団顧問を務めている。また、張公権や陳光甫と協力して中国投資公司を翌1945年8月に設立した。

### 戦後の動向
戦後に帰国し、1947年（民国36年）に張群が行政院長となると、張公権が中央銀行総裁、李銘が輸入管理委員会（まもなく輸出入管理委員会となる）主任委員に任ぜられ、金融・経済政策を担当することになった。しかし、国共内戦下での軍費膨張に伴う経済危機の克服をなすことはかなわなかった。同年、陳光甫と協力して、ニューヨークで国泰保険公司を設立している。翌1948年（民国37年）、浙江実業銀行を浙江第一商業銀行に改組した。
1949年（民国38年）、上海が中国人民解放軍により占領される直前、李銘は香港に逃れる。香港でも、浙江第一商業銀行董事長として銀行業務に引き続き取り組んだ。
1966年10月22日、香港にて病没。享年80。